# Aérodrome de Saint-Brieuc - Ploufragan
L'Aéroport de Saint-Brieuc - Ploufragan connu également sous les noms d'aérodrome de Plaine-Ville (le lieu-dit) ou des Plaines-villes (quartier) est un ancien aéroport du département des Côtes-d'Armor. Il se situe sur les communes de Saint-Brieuc et Ploufragan.

## Histoire

### Avant 1939
Entre 1909 et 1939, c'est la plage de Cesson (un quartier de Saint-Brieuc), à marée basse, qui sert alors d'aérodrome.
Le 22 mars 1931, l'aéroclub des Côtes du Nord est créé en remplacement de l'union aérienne des Côtes du Nord créé en 1909.
C'est en 1931 qu'est née l'idée d'un aérodrome à Saint-Brieuc non soumis aux marées.
La Chambre de Commerce des Côtes-du-Nord choisit un terrain de 32 ha sur la commune de Ploufragan entre le hameau de Saint-Hervé et du lieu-dit Plaine-Ville.
La construction s'achève en 1937.
En octobre 1938, la Chambre de Commerce signe une convention avec l'Aéro-club des Côtes-du-Nord, pour lui confier l'exploitation de l'aérodrome des Plaines pour trente ans.
L'aérodrome de Plaine-Ville sera inauguré en 1939 laissant place à l'aviation de loisirs,.

### Durant la Seconde Guerre mondiale
En septembre 1939, l'armée de l'air française réquisitionnait le terrain d'aviation pour y implanter un centre de pilotage. L'armée agrandit le terrain le portant à 75 ha.
Le dimanche après-midi du 16 juin 1940, c'est l'armée allemande qui s'empara des lieux (le terrain d'aviation et les maisons périphériques qui intéressaient les officiers allemands).
Le terrain réquisitionné par les allemands voyait atterrir sept avions Messerschmitt le mardi 18 juin.
L'aérodrome a été en chantier permanent pratiquement toute la durée de l'occupation (pistes d'atterrissage en béton et hangars à avions en tôles arrondies, baraquements en bois longues de 20 mètres sur 10 mètres, bois issus du bois de Château Bily (ou manoir de la Ville-Bily ou de la Plaineville    XVIIIème siècle) situé sur le site de l'aérodrome et construit avant la Seconde Guerre mondiale pour former les jeunes pilotes.
Le 27 novembre 1943, les alliés à Londres recoivent un document classé secret par des locaux : « Le 27 novembre 1942, un avion de reconnaissance Fieseler Fi 156 Storch a été vu voler aux abords de l'aérodrome et, deux jours auparavant, un bombardier léger Dornier Do 215. ».
Le mercredi 24 mai 1944 vers 17 heure 45, la forteresse allemande était attaquée par les avions américains Lockheed P-38 Lightning qui étaient arrivés par la mer.
Le terrain était repris par les autorités françaises le 6 août 1944.

### Après la seconde guerre mondiale
C'est en 1946 que l'aérodrome redevient civil.
Dans les années 1960, la piste Est-Ouest en herbe a laissé place à une piste en béton de 1 600 mètres.
En 1953, Jersey Airlines assurait la ligne vers Jersey. En 1956, 1957 et 1958 c'est en De Havilland Heron que la traversée se faisait en 30 minutes. En 1963, c'est un Dakota qui était utilisé.
Au milieu des années 1950, la compagnie Air Ouest assurait une ligne Nantes - Saint-Brieuc.
Dans la deuxième partie des années 1960, Air Inter proposait le vol Saint-Brieuc - Paris (via Rennes à la fin des années 1960).
Entre 1971 et 1975, la compagnie aérienne aérienne Vargas Aviation basée sur l'aéroport exploitait des Douglas DC-3 pour le transport de fret essentiellement des produits de la mer.
En 1971-1972, Rousseau Aviation exploitait la ligne Lannion - Saint Brieuc - Paris Orly en Nord Aviation N.262 ainsi que la ligne vers Jersey en N.262 également.
Entre 1973 et 1976, Nantes Aviation a demandé une convention sur la ligne Saint-Brieuc - Nantes auprès du conseil Supérieur de l'aviation marchande (CSAM).
Dans les années 1974 et 1975, c'est Rousseau Aviation qui exploitait la ligne directe vers Paris ou via Rennes en Hawker Siddeley HS.748.
Été 1976, c'est TAT (Touraine Air Transport) qui exploitait la ligne vers Paris en Fokker 27 en 1 h 40.
En 1979, la compagnie Air Vendée assurait la ligne Saint-Brieuc - Nantes. En 1982, elle avait pour projet la ligne Saint-Brieuc - La Roche-sur-Yon.
En 1979, Bretagne Air Services assurait en DC-3 une ligne vers Jersey.
En 1980, c'est la Société Aéronautique Jurassienne - Compagnie aérienne de transport qui demandait une convention pour la ligne vers Nantes.
Les dernières liaisons aériennes commerciales vers Paris étaient assurées jusqu'à fin novembre 1985 par la compagnie TAT en Fairchild Hiller FH-227 B.
L'évolution technique des appareils et l'urbanisation rapide de la ville proche de Saint-Brieuc ne permettaient plus d'opérer les vols en toute sécurité. Il est décidé par les pouvoirs publics, du déplacement de l'aéroport sur un autre site.
L'aérodrome fermait en 1985. La compagnie TAT desservait Paris jusqu'à fin novembre 1985 en Fairchild Hiller FH-227B, laissant l'aviation civile évoluer sur le nouvel aéroport de Saint-Brieuc situé à Trémuson.
L’aeroport accueillait à cette période environ 25 000 passagers annuellement.

### Aujourd'hui
Le site de l'aéroport a été reconverti. Il accueille aujourd'hui une station de traitement des eaux (service des Eaux de la ville de Saint-Brieuc), des logements sociaux, des entreprises, un centre commercial Lidl, des administrations comme la caisse d'allocations familiales des Côtes-d'Armor.
Enfin, la nouvelle rocade Sud (fin 2022) traverse presque en son milieu, l'ancienne piste d'envol de l'aéroport.

## Situation
| \| 20 km1:801 000 \| Dinan Lannion Saint-Brieuc Ouessant Brest Morlaix Quimper Belle-Île Guiscriff - Scaër Ploërmel Pontivy Quiberon Lorient Vannes Redon Rennes Saint-Malo-Dinard BAN Lanvéoc-Poulmic BAN Landivisiau |
| 20 km1:801 000 |

## Galerie photographique

### Vues aériennes de 1948 à 2011

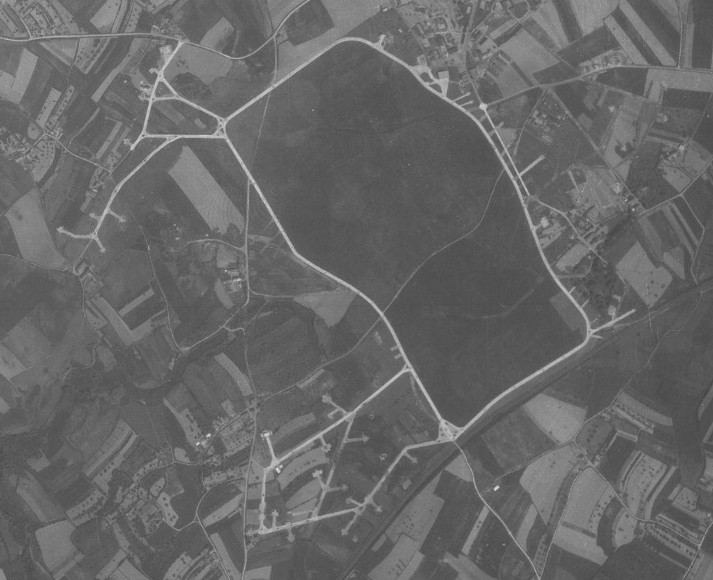
Aéroport de Saint-Brieuc Ploufragan en 1948
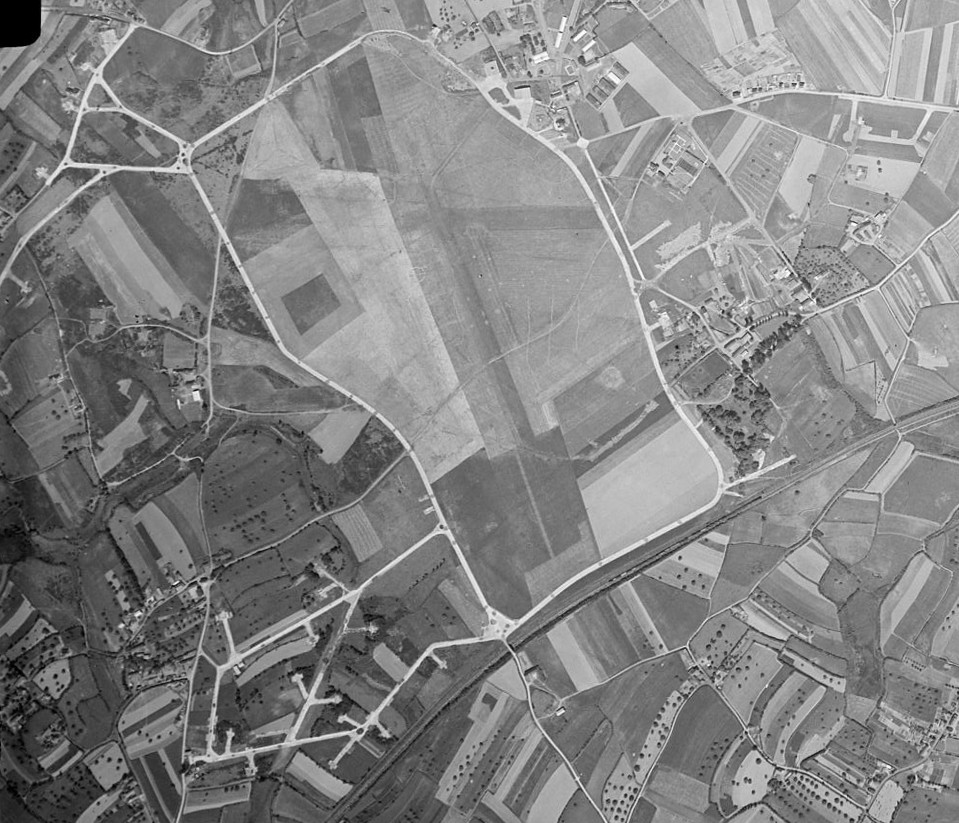
Aéroport de Saint-Brieuc Ploufragan en 1952
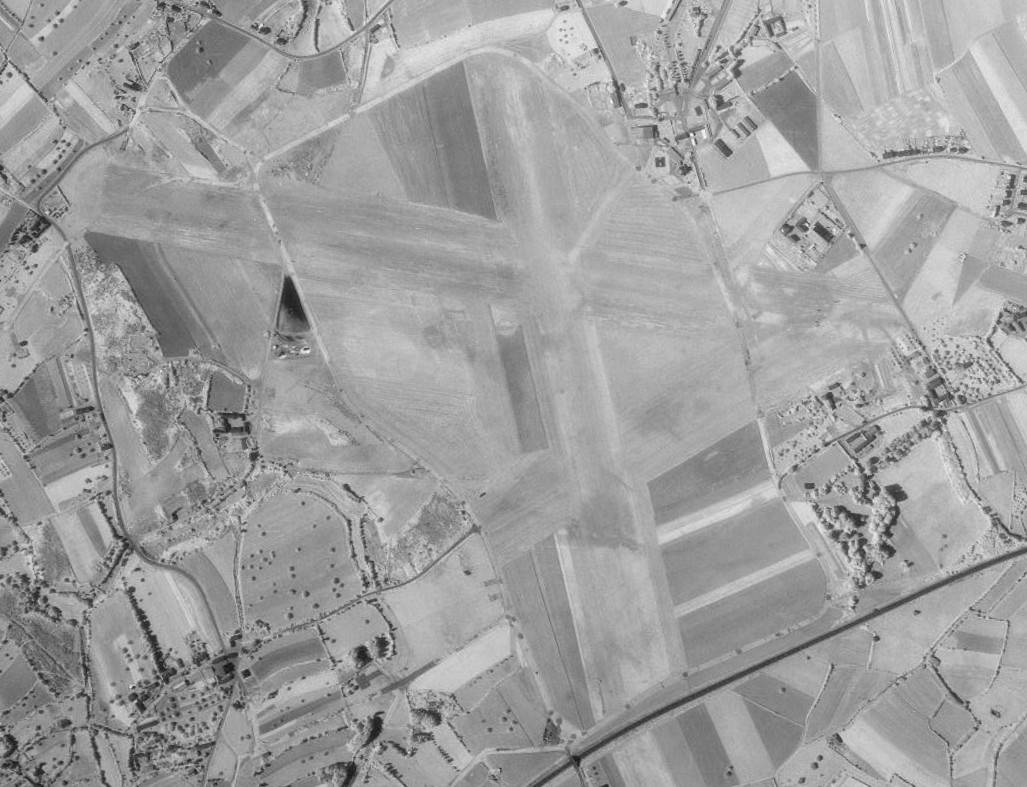
Aéroport de Saint-Brieuc Ploufragan en 1961
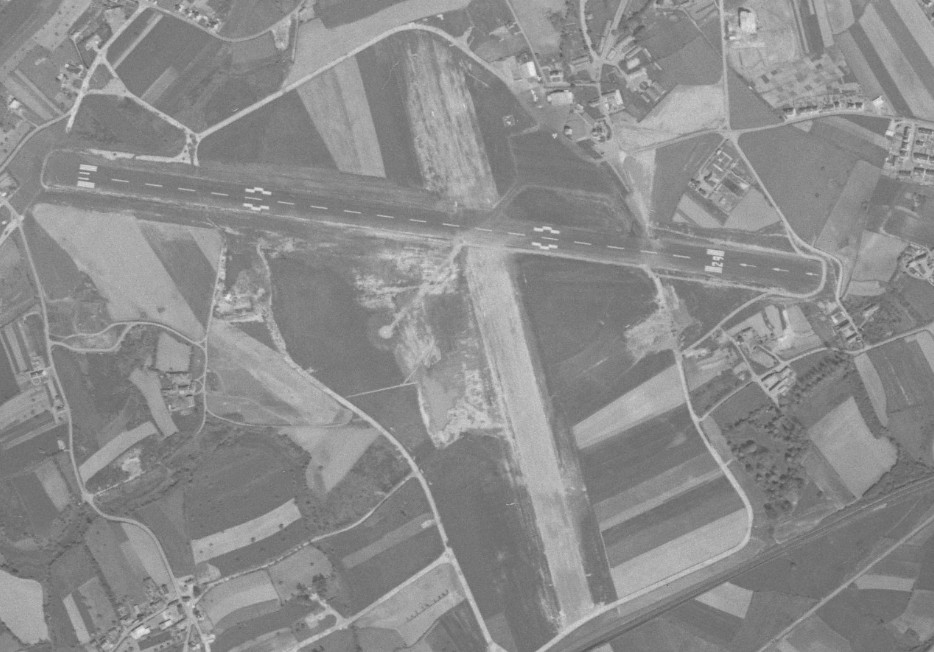
Aéroport de Saint-Brieuc Ploufragan en 1966
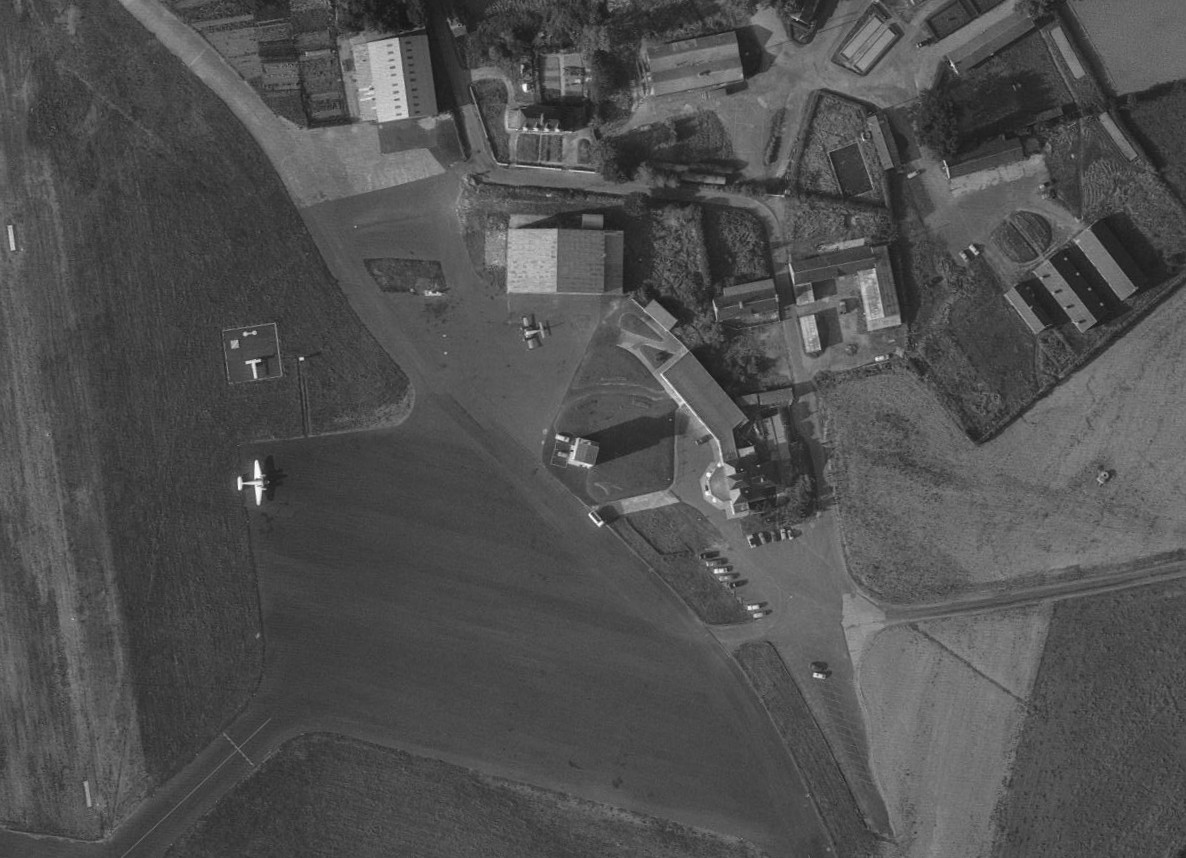
Aéroport de Saint-Brieuc Ploufragan en 1966
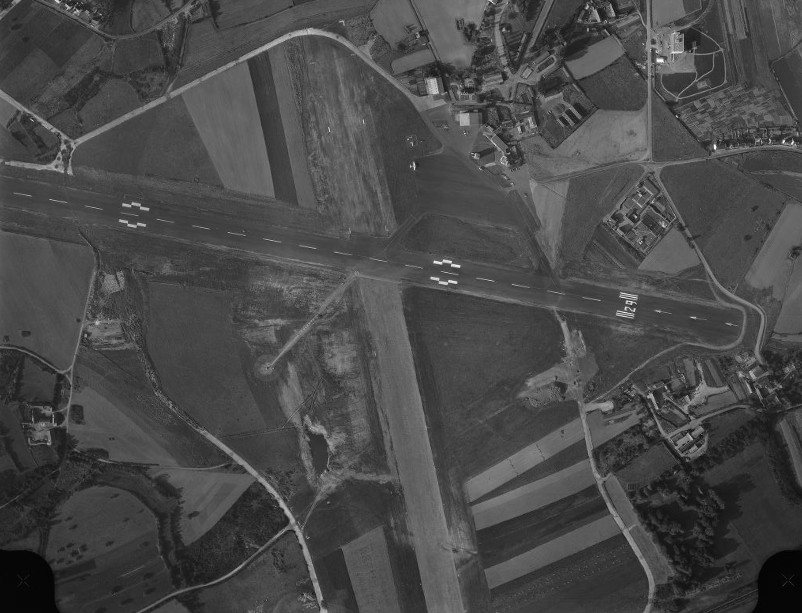
Aéroport de Saint-Brieuc Ploufragan en 1966
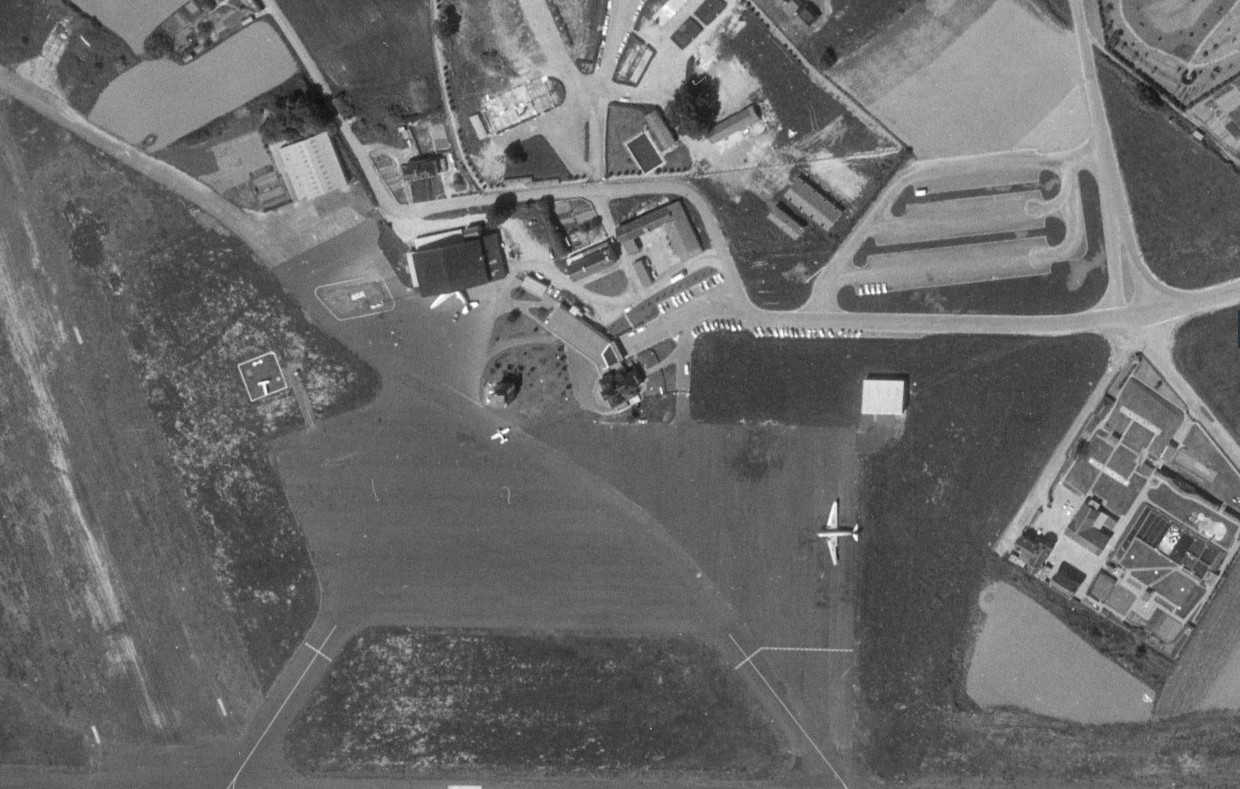
Aéroport de Saint-Brieuc Ploufragan en 1973
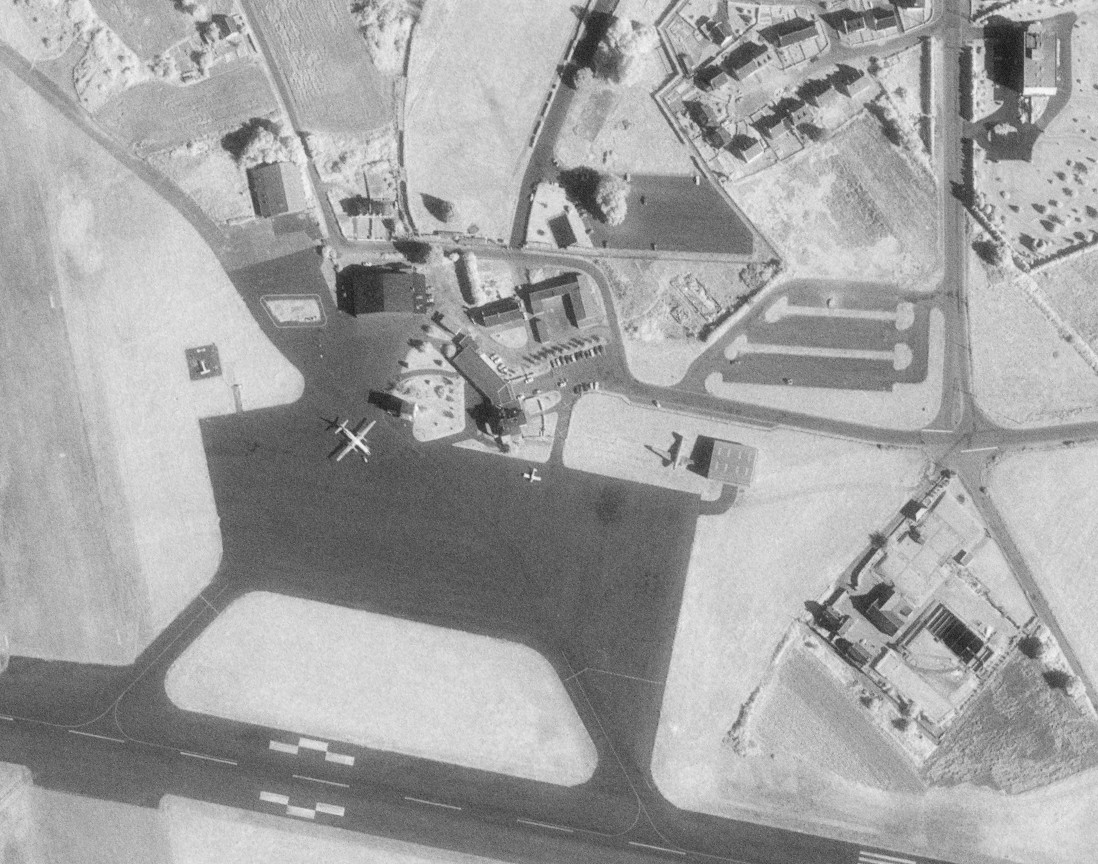
Aéroport de Saint-Brieuc Ploufragan en 1978
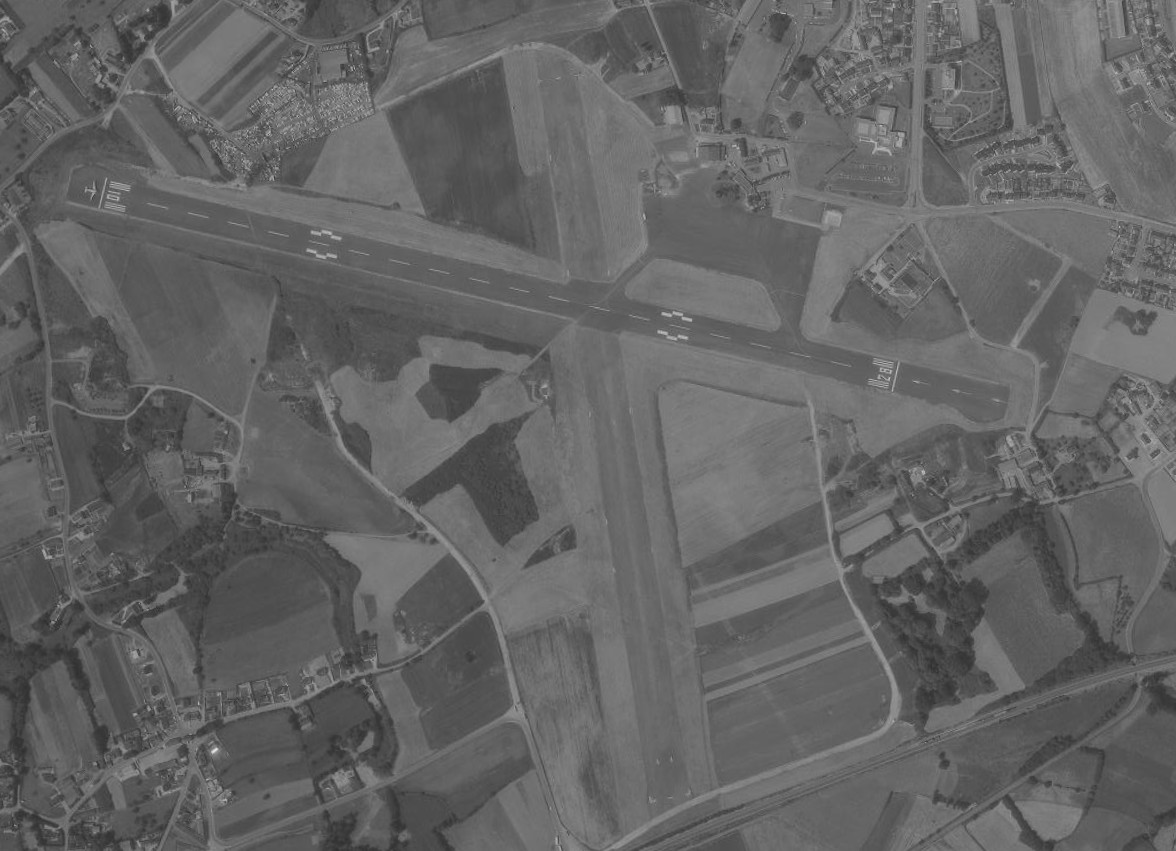
Aéroport de Saint-Brieuc Ploufragan en 1982
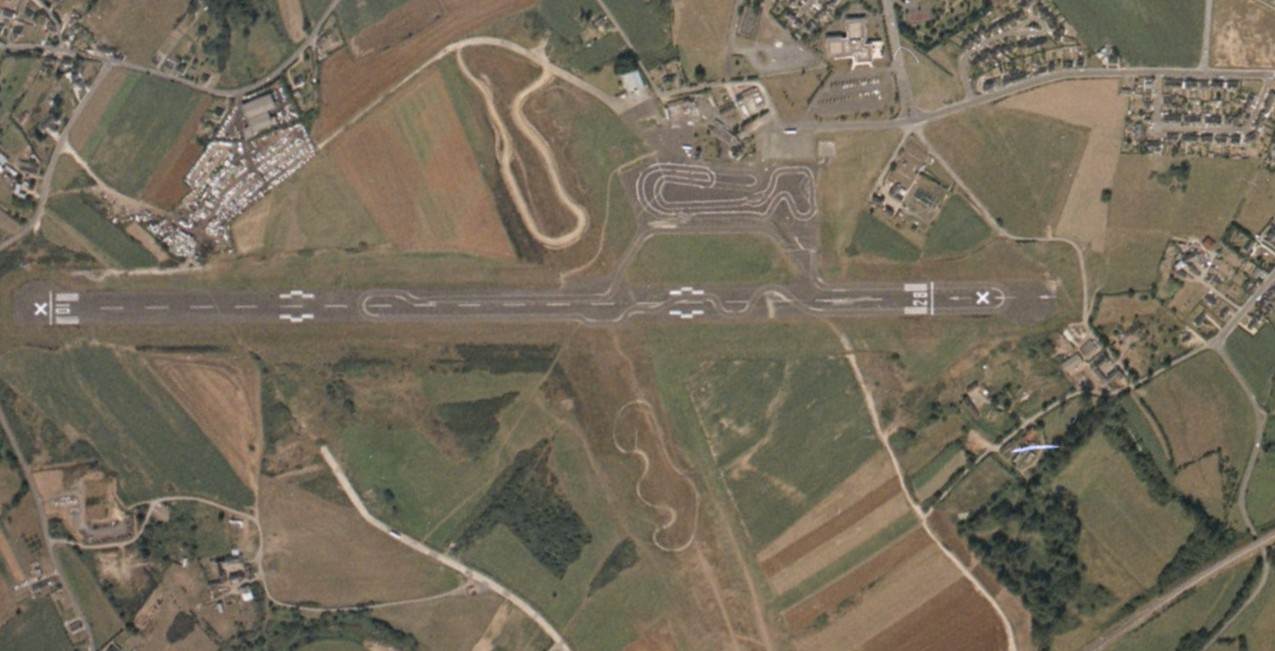
Aéroport de Saint-Brieuc Ploufragan fermé à la circulation aérienne en 1988
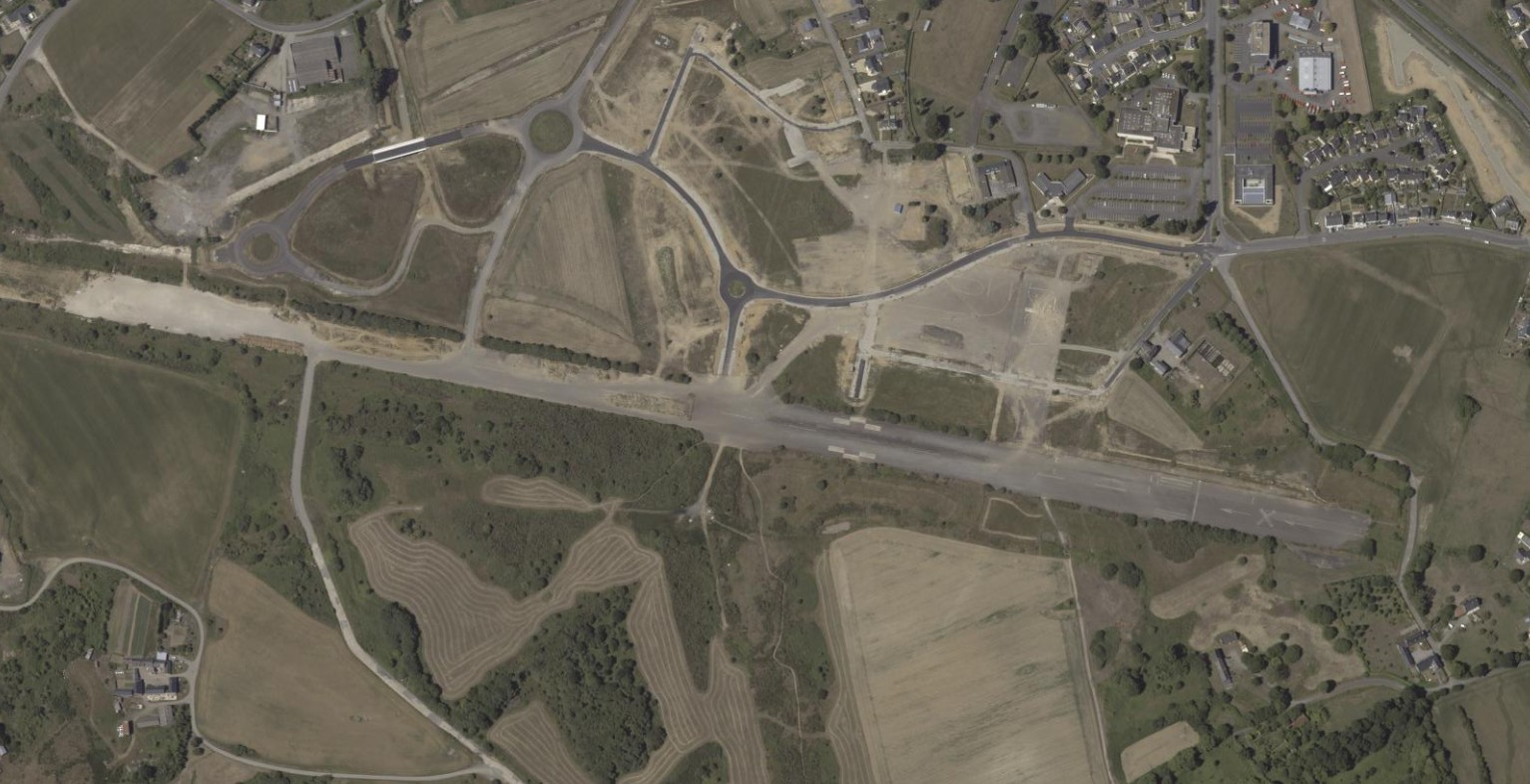
Ancien aéroport de Saint-Brieuc Ploufragan en 2011

### Photographies

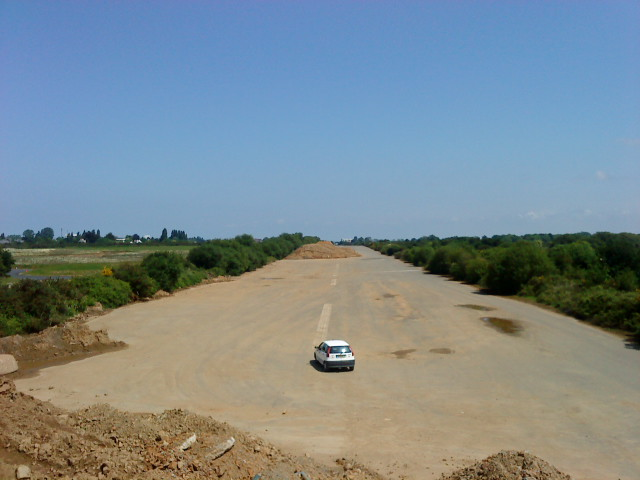
Piste Est-Ouest.
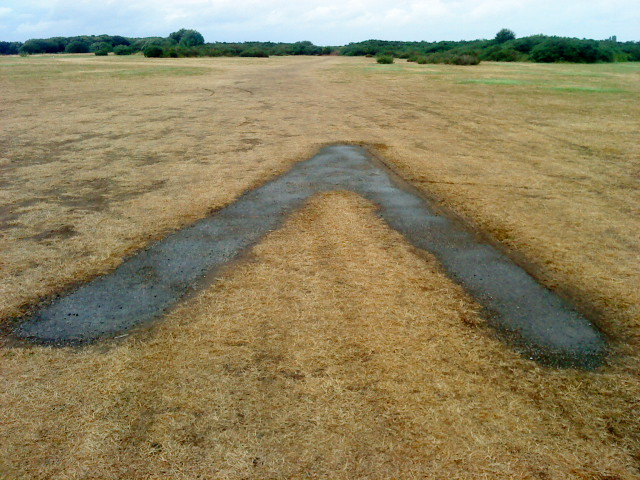
Piste Nord-Sud en herbe.
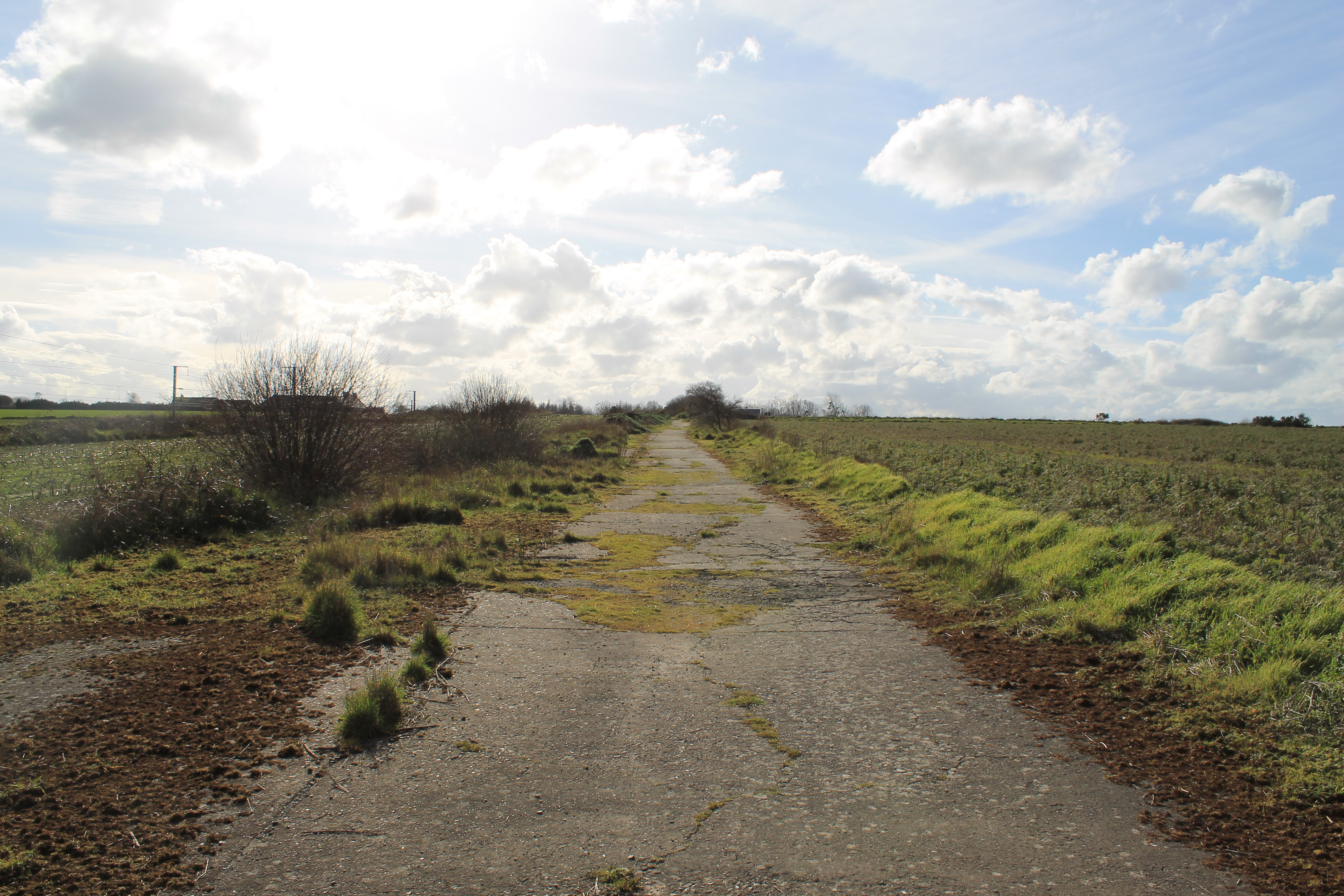
Taxiway
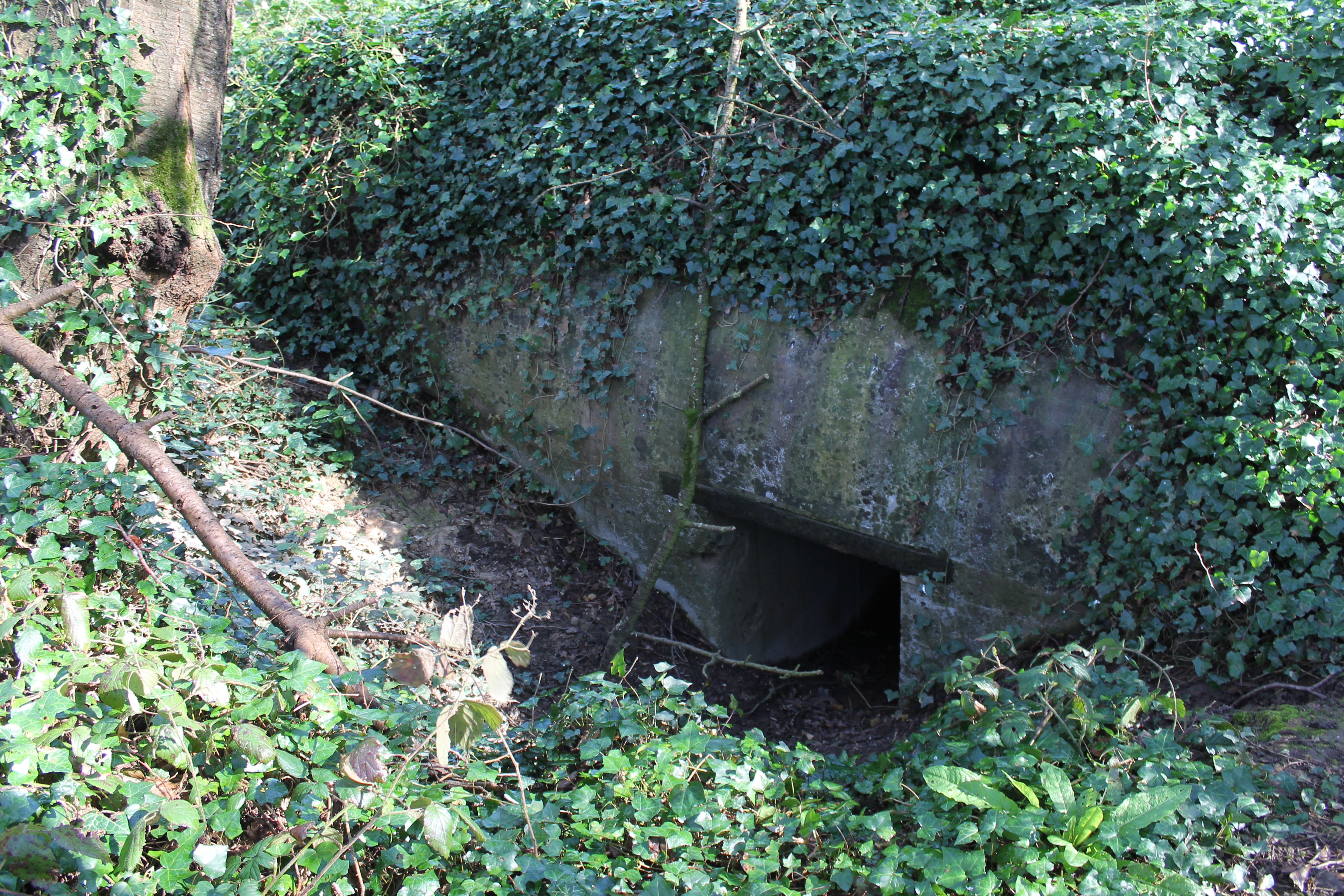
L'un des nombreux bunkers construit durant la Seconde Guerre mondiale.

### Ouvrages récurrents
- Éric Rondel, Services secrets : Goëlo - Trégor, Astoure, 2019.

1. ↑  Services Secrets 2019, p. 3.